# Promozione Lazio 1981-1982
Nella stagione 1981-1982 la Promozione era sesto livello del calcio italiano (il massimo livello regionale). Qui vi sono le statistiche relative al campionato in Lazio.
Il campionato è strutturato in vari gironi all'italiana su base regionale, gestiti dai Comitati Regionali di competenza. Promozioni alla categoria superiore e retrocessioni in quella inferiore non erano sempre omogenee; erano quantificate all'inizio del campionato dal Comitato Regionale secondo le direttive stabilite dalla Lega Nazionale Dilettanti, ma flessibili, in relazione al numero delle società retrocesse dal Campionato Interregionale e perciò, a seconda delle varie situazioni regionali, la fine del campionato poteva avere degli spareggi sia di promozione che di retrocessione.

## Girone A

### Classifica finale
|  | Pos. | Squadra                                  | Pt | G  | V  | N  | P  | GF | GS | DR  |
|  | ---- | ---------------------------------------- | -- | -- | -- | -- | -- | -- | -- | --- |
|  | 1.   | G.S. La Rustica, Roma                    | 44 | 30 | 19 | 6  | 5  | 39 | 18 | +21 |
|  | 2.   | Pol. Tarquinia, Tarquinia                | 37 | 30 | 14 | 9  | 7  | 48 | 39 | +9  |
|  | 3.   | U.S. Ladispoli, Ladispoli                | 34 | 30 | 14 | 6  | 10 | 46 | 40 | +6  |
|  | 4.   | Nuova Casilina Gama, Roma                | 34 | 30 | 13 | 8  | 9  | 34 | 27 | +7  |
|  | 5.   | A.S. Cerveteri, Cerveteri                | 32 | 30 | 9  | 14 | 7  | 22 | 18 | +4  |
|  | 6.   | Pol. Acilia, Acilia                      | 31 | 30 | 9  | 13 | 8  | 41 | 37 | +4  |
|  | 7.   | Pol. Quarticciolo, Roma                  | 29 | 30 | 9  | 11 | 10 | 24 | 27 | -3  |
|  | 8.   | U.S. Allumiere, Allimiere                | 29 | 30 | 8  | 13 | 9  | 18 | 22 | -4  |
|  | 9.   | A.S. Astrea, Roma                        | 28 | 30 | 9  | 10 | 11 | 28 | 34 | -6  |
|  | 10.  | Pol. Villalba, Guidonia Montecelio       | 28 | 30 | 8  | 12 | 10 | 27 | 29 | -2  |
|  | 11.  | U.S. Fiumicino, Fiumicino                | 28 | 30 | 7  | 14 | 9  | 29 | 25 | +4  |
|  | 12.  | C.R.A.L. Az.Agr. Maccarese, Maccarese    | 28 | 30 | 9  | 10 | 11 | 36 | 36 | 0   |
|  | 13.  | U.S. Ostia Mare, Lido di Ostia           | 27 | 30 | 8  | 11 | 11 | 29 | 37 | -8  |
|  | 14.  | Pol. Fortitudo Lib. Campidoglio, Roma    | 27 | 30 | 7  | 13 | 10 | 29 | 32 | -3  |
|  | 15.  | U.S. Tolfa, Tolfa                        | 26 | 30 | 8  | 10 | 12 | 26 | 28 | -2  |
|  | 16.  | A.S. Campagnano, Campagnano di Roma (-1) | 17 | 30 | 3  | 12 | 15 | 18 | 45 | -27 |

## Girone B

### Classifica finale
|  | Pos. | Squadra                                    | Pt | G  | V  | N  | P  | GF | GS | DR  |
|  | ---- | ------------------------------------------ | -- | -- | -- | -- | -- | -- | -- | --- |
|  | 1.   | U.S. Pomezia, Pomezia                      | 45 | 30 | 17 | 11 | 2  | 53 | 20 | +33 |
|  | 2.   | S.S. Tivoli Terme, Tivoli Terme            | 43 | 30 | 17 | 9  | 4  | 36 | 15 | +21 |
|  | 3.   | F.C. Fondi, Fondi                          | 39 | 30 | 14 | 11 | 5  | 37 | 18 | +19 |
|  | 4.   | S.S. Ariccia, Ariccia                      | 37 | 30 | 13 | 11 | 6  | 34 | 16 | +18 |
|  | 5.   | S.S. Pro Cisterna, Cisterna di Latina      | 37 | 30 | 11 | 15 | 4  | 40 | 29 | +11 |
|  | 6.   | U.S. Rocca di Papa Canarini, Rocca di Papa | 34 | 30 | 13 | 8  | 9  | 36 | 26 | +10 |
|  | 7.   | A.S. Ceccano, Ceccano                      | 32 | 30 | 10 | 12 | 8  | 33 | 28 | +5  |
|  | 8.   | Pol. Albano, Abano Laziale                 | 31 | 30 | 9  | 13 | 8  | 39 | 32 | +7  |
|  | 9.   | S.S. Scauri, Scauri di Minturno            | 30 | 30 | 9  | 12 | 9  | 40 | 27 | +13 |
|  | 10.  | A.S. F.Castelgandolfo, Castelgandolfo      | 25 | 30 | 8  | 9  | 13 | 23 | 33 | -10 |
|  | 11.  | Pol. S.I.R.S. Frascati, Frascati           | 25 | 30 | 7  | 11 | 12 | 33 | 32 | +1  |
|  | 12.  | A.C. Aprilia, Aprilia                      | 23 | 30 | 5  | 13 | 12 | 25 | 44 | -19 |
|  | 13.  | G.S. Posillipo, Sabaudia                   | 21 | 30 | 7  | 7  | 16 | 20 | 52 | -32 |
|  | 14.  | G.S. Vis Sezze, Sezze                      | 20 | 30 | 5  | 10 | 15 | 26 | 39 | -13 |
|  | 15.  | S.S. Naddeo Vivace, Grottaferrata          | 20 | 30 | 8  | 4  | 18 | 30 | 64 | -34 |
|  | 16.  | A.S. Valmontone, Valmontone                | 18 | 30 | 4  | 10 | 16 | 29 | 59 | -30 |